# Pruchya Isarow
 Pruchya Isarow  (tailandés : ปรัชญา อิสโร nacido el 16 de octubre de 1995 (29 años)) es un tenista profesional tailandés, nacido en la ciudad de Ciudad de Songkhla.

## Carrera
Su mejor ranking individual es el N.º 775 alcanzado el 18 de agosto de 2014, mientras que en dobles logró la posición 403 el 18 de agosto de 2014.
Hasta el momento ha obtenido 1 títulos de la categoría ATP Challenger Series, siendo en la modalidad de dobles. También ha ganado varios títulos futures tanto en individuales como en dobles.

### Copa Davis
Desde el año 2013 es participante del Equipo de Copa Davis de Tailandia. Tiene en esta competición un récord total de partidos ganados/perdidos de 7/1 (4/0 en individuales y 3/1 en dobles).

## Títulos; 1 (0 + 1)
| Leyenda                        | Individuales | Dobles |
| ------------------------------ | ------------ | ------ |
| Grand Slam (tenis)\|Grand Slam | 0            | 0      |
| ATP World Tour Finals          | 0            | 0      |
| ATP World Tour Masters 1000    | 0            | 0      |
| ATP World Tour 500 Series      | 0            | 0      |
| ATP World Tour 250 Series      | 0            | 0      |
| ATP Challenger Series          | 0            | 1      |

### Dobles
| N.º | Fecha      | Torneo                | Superficie | Compañero            | Oponentes en la final  | Resultado |
| --- | ---------- | --------------------- | ---------- | -------------------- | ---------------------- | --------- |
| 1.  | 31.08.2014 | Challenger de Bangkok | Dura       | Nuttanon Kadchapanan | Chen Ti Peng Hsien-yin | 6-4, 6-4  |